# Steven M. Greer
Steven Macon Greer (* 28. června 1955 Charlotte) je americký ufolog a traumatolog, který napsal knihu Unacknowledged: An Exposé of the World's Greatest Secret (2017), která vyšla u nakladatelství PRÁH v českém překladu redakce Sueneé Universe jako Mimozemšťané – odhalení největšího světového tajemství (2019). Dále založil projekt CSETI (Centrum pro hledání mimozemské inteligence) a projekt Sirius Disclosure (odhalení).

## Osobní život
V tomto článku byl použit překlad textu z článku Steven M. Greer na anglické Wikipedii.
Steven Greer se narodil v Charlotte v Severní Karolíně v roce 1955. Ve své knize Mimozemšťané uvádí, že v dětství viděl neidentifikovaný létající objekt a zažil blízké setkání. Bylo mu tehdy asi 8 let, tento zážitek ho inspiroval k jeho zájmu o ufologii. Byl vyškolen jako učitel transcendentální meditace a později se stal ředitelem meditačního centra. Získal bakalářský titul za biologii v Appalachian State University a titul MD na Tennessee State University, v roce 1988 a v roce 1989 získal lékařskou licenci ve Virginii. Téhož roku se stal členem zdravotnické organizace Alpha Omega Alpha Honor Medical Society.

## Kariéra
V roce 1993 založil Disclosure Project, neziskový výzkumný projekt, jehož cílem je odhalovat veřejnosti domnělé znalosti o UFO, mimozemské inteligenci, a vyspělých energetických a pohonných systémech. Project byl založen na úsilí poskytnutí amnestie vládním whistleblowerským aktivistům ochotným porušit bezpečnostní přísahy tím, že budou sdílet zasvěcené vědomosti o UFO.
V říjnu 1994 se Dr. Greer objevil ve speciálu Larryho Kinga The UFO Coverup?
V roce 1997 Dr. Greer spolu s dalšími členy CSETI, včetně astronauta mise Apollo Edgara Mitchella, měl prezentaci během zákulisního briefingu pro členy Kongresu. V roce 1998 se Greer vzdal kariéry lékaře ve prospěch Projektu Disclosure.
V květnu 2001 Dr. Greer uspořádal tiskovou konferenci v Národním press klubu ve Washingtonu, jíž se účastnilo 20 bývalých pracovníků Air Force, Federal Aviation Administration a důstojníků zpravodajství.

## CE-5 Iniciativa
CE-5 Iniciativa je iniciativa, která do současné stupnice blízkých setkání přidává pátý druh. Pátý druh blízkého setkání má být dle Greera kontakt s mimozemšťany iniciovaný lidmi. Každou první sobotu v měsíci tisíce lidí po celém světě provádějí zvláštní meditace jako rituál. Dr. Steven M. Greer také chystá film Blízká setkání pátého druhu (z angličtiny Close encounter of the fifth kind). Mezi 17. – 18. prosincem 2019 Dr. Steven M. Greer získal dostatečné prostředky na to, aby mohl být film brzy vydán.

## Dílo

### Filmy
- Sirius (2013)[22]
- Unacknowledged (2017)[23][24] – režíroval Michael Mazzola

### Knihy přeložené do češtiny
- Mimozemšťané – odhalení největšího světového tajemství (originál 2017, překlad 2019)[3]

### Knihy v angličtine
- Extraterrestrial Contact: The Evidence and Implications (originál 1999)[25]
- Disclosure: Military and Government Witnesses Reveal the Greatest Secrets in Modern History (originál 2001)
- Hidden Truth - Forbidden Knowledge: It Is Time for You to Know (originál 2006)
- Contact: Countdown to Transformation : the CSETI Experience 1992-2009 (originál 2009)
- Contact: The CSETI Experience 1992-2009 (originál 2013)
- Unacknowledged: An Exposé of the World's Greatest Secret (originál 2017)